# Laurin-Brunnen

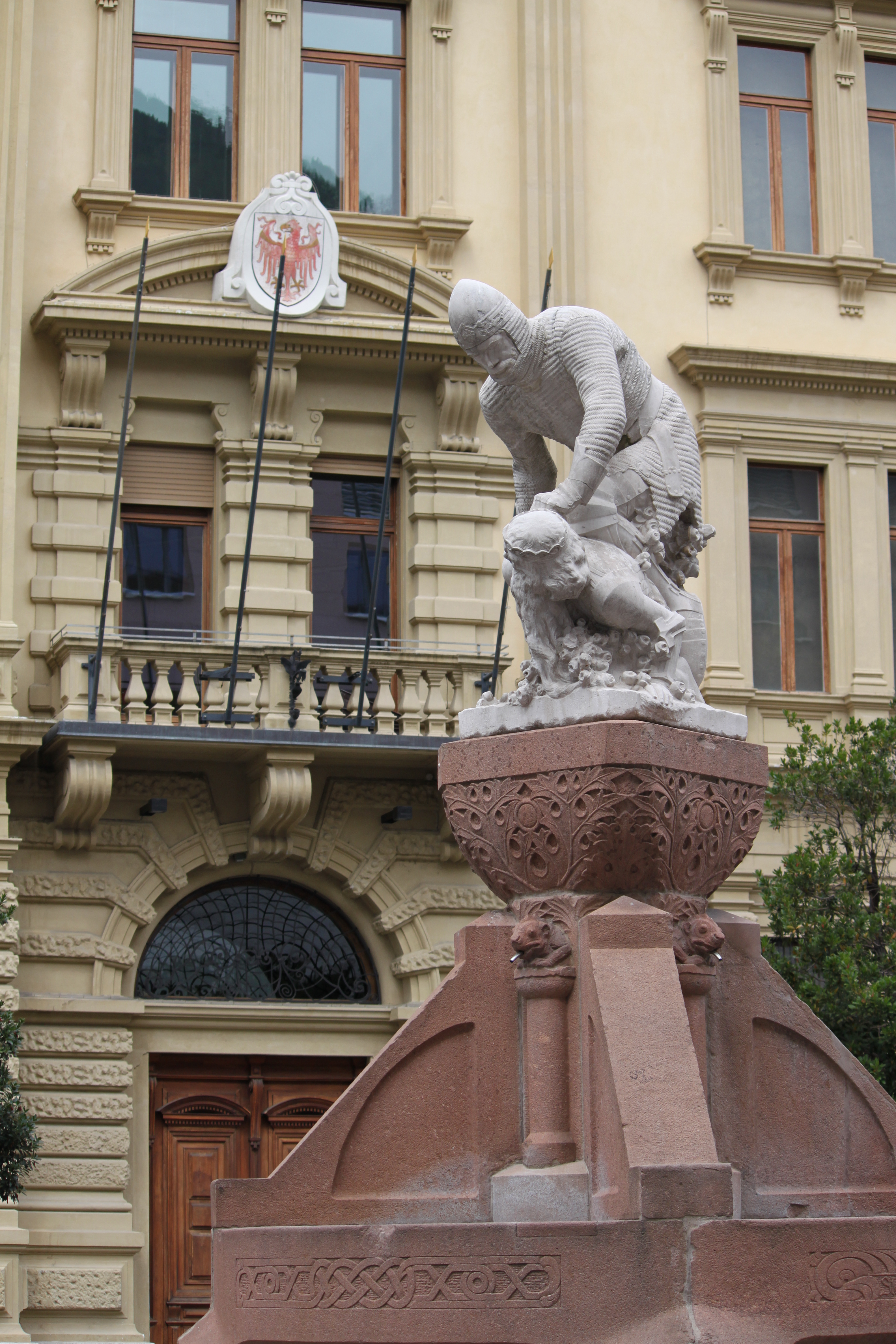
Der Laurin-Brunnen

Der Laurin-Brunnen ist ein Brunnen in Bozen. Er zeigt eine Szene aus der Sage König Laurins Rosengarten, in der Dietrich von Bern den Zwergenkönig Laurin niederringt.
Der Brunnen ist ein Werk der Bildhauer Andreas Kompatscher und Arthur Winder und wurde im Mai 1907 auf der Bozner Wassermauer, im Sichtfeld des Rosengartens, aufgestellt. In Auftrag gegeben hatte das Werk der Talferleege Culturverein, um Bozen gezielt als Laurin-Stadt vermarkten zu können. Auf Fuße des Brunnens erläuterte dementsprechend eine Inschrift das touristische Motiv der Errichtung: Der Bürger Wohl zu mehren, dem fremden Gast zu Ehren.
Nach der Annexion Südtirols durch Italien wurde der Brunnen in der Nacht vom 4. auf den 5. Juni 1933 von Faschisten demoliert. Anschließend überführte man ihn in das Stadtmuseum Bozen, später in das Kriegsmuseum Rovereto. Erst 1993 wurde er – nach langjährigem Bemühen der Südtiroler Kulturlandesräte Anton Zelger und Bruno Hosp – wieder nach Bozen zurückgebracht und 1996 zentral auf dem heutigen Silvius-Magnago-Platz vor dem Landtagsgebäude und dem Palais Widmann, aber auch in unmittelbarer Nähe des Hotels Laurin und der Laurinstraße aufgestellt. Nach der Neugestaltung des Platzes im Sommer 2018 befindet sich der Laurin-Brunnen nun leicht versetzt vor dem Eingang des Palais Widmann.
Durch seine gewalttätige Entfernung wurde das ursprünglich zu touristischen Zwecken aufgestellte Kunstwerk zu einem Konfliktthema der Südtiroler Gesellschaft. Die italienische Rechte bemüht sich dabei um eine ethnisch-nationalistische Interpretation der Figurengruppe, bei der der „germanische“ Held Dietrich von Bern den „romanischen“ König Laurin im Kampf bezwinge, was den Brunnen in seiner politischen Symbolik als öffentliches Denkmal disqualifiziere. Umgekehrt verteidigt die deutschsprachige Rechte den Brunnen als identitätsstiftendes Denkmal. Dagegen wurde darauf verwiesen, dass der „martialische Laurinbrunnen und dessen implizites nationales Überwältigungsprogramm“ an seinem heutigen hervorgehobenen Standort weiterhin erklärungsbedürftig blieben.